# Ou Kinder

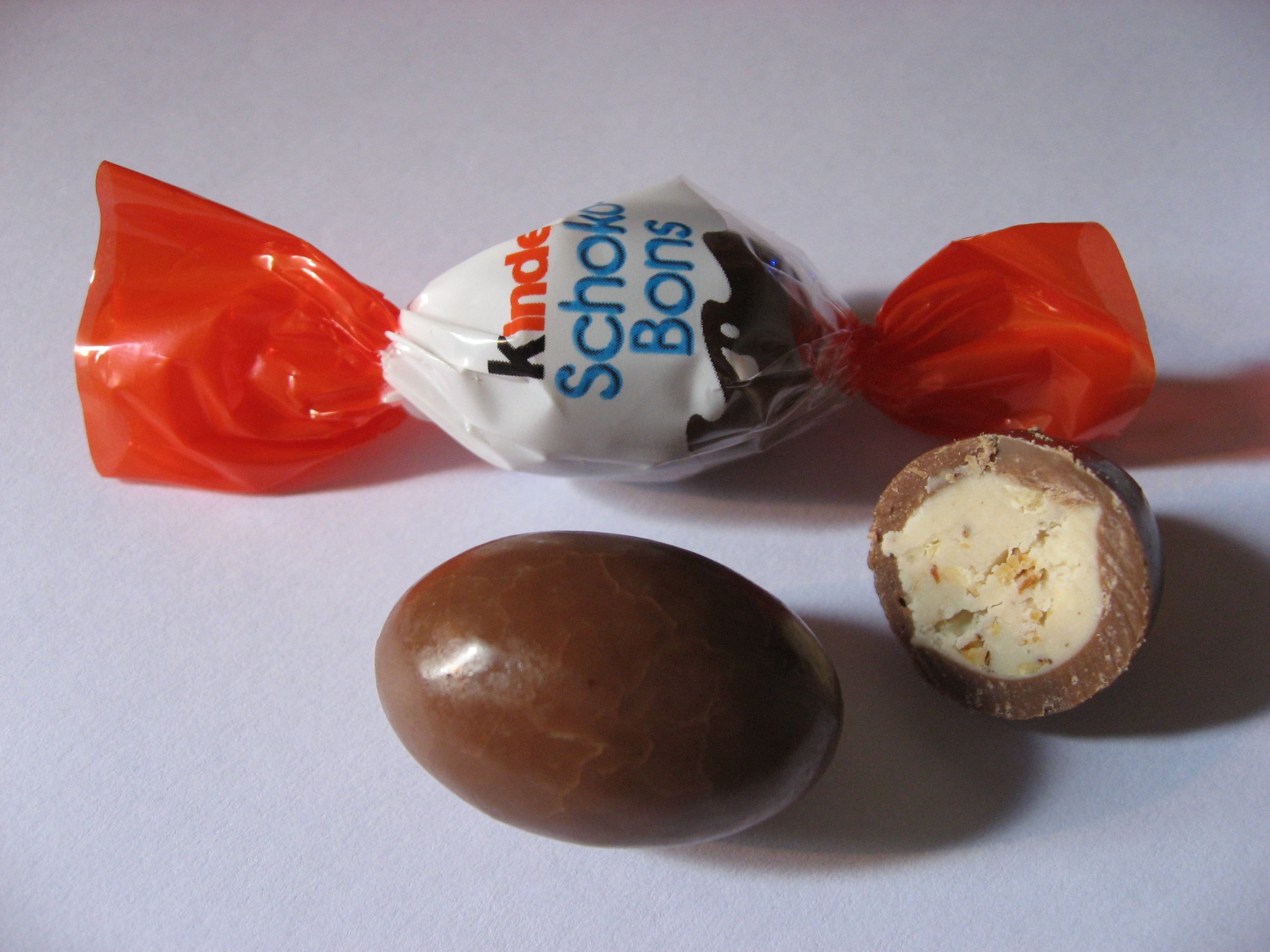
Els Kinder Schoko-Bons, també de xocolates Kinder, es van inspirar en l'ou Kinder amb joguina

Un ou Kinder, comercialitzat com a Kinder Sorpresa, Kinder Surprise i Kinder Überraschung, és un producte de la marca comercial italiana xocolates Kinder, pertanyent al grup empresarial piemontès Ferrero, consistent en un ou de mida natural fet amb dues capes de xocolata, una exterior de xocolata amb llet i una interior de succedani de xocolata blanca a base de greixos animals i vegetals i de llet en pols. L'ou està embolicat amb paper de colors, sovint amb motius infantils, i dintre de l'ou hi ha una petita joguina. Es ven sobretot a Europa.
William Salice que entrà a treballar a Ferrero el 1960 com a representat i estret col·laborador de Michele Ferrero el pare de Nutella, va rebre la idea de Ferrero i després ell l'executà materialment de crear una llaminadura en forma d'ou de xocolata amb llet i una joguina atrapada a l'interior anomenada Kinder. Kinder va llançar al mercat aquest producte industrial l'any 1974. L'any 1983 es van començar a posar joguines desmuntades. Als Estats Units la llei no permet la seva comercialització pel fet de contenir joguines, i a més peces petites, a dins. En canvi a Europa s'empara en una excepció a la llei que diu que per raons culturals les mones de Pasqua (i els tortells de reis) sí que en poden contenir, de cara a la legislació europea doncs els ous amb joguines de la marca Kinder serien ous de pasqua.
La marca Kinder va treure posteriorment una versió d'ous semblants però més petits, de la mida d'un bombó o d'un caramel, que no contenen res a dins. El seu nom comercial és Kinder Schoko-Bons.